# فرد روی هریس
فرد روی هریس (به انگلیسی: Fred Roy Harris) (۱۳ نوامبر ۱۹۳۰ – ۲۳ نوامبر ۲۰۲۴) سناتور سابق عضو حزب دموکرات ایالات متحده آمریکا بود. وی در سال ۱۹۶۴ تا ۱۹۷۳ میلادی سناتور ایالت اکلاهما در سنای ایالات متحده آمریکا بود.
فرد روی هریس در ۲۳ نوامبر ۲۰۲۴، ده روز پس از تولد ۹۴ سالگی‌اش درگذشت.